# 小西良太郎
小西 良太郎（こにし りょうたろう、1936年10月20日 - 2023年5月13日）は、日本の音楽プロデューサー、音楽評論家。東京都葛飾区堀切生まれ。

## 来歴・人物
第二次世界大戦中に疎開した茨城県で育つ。茨城県立水海道第一高等学校を卒業後、1958年にスポーツニッポン新聞社に入社。1963年に音楽担当記者となり、後に文化部長、運動部長、取締役編集局長、常務取締役を務め、2000年に退社した。
スポーツニッポン在籍中から音楽プロデューサー、評論家として活動。主なプロデュース作品として、「舟唄」、「雨の慕情」（八代亜紀）、「夜桜お七」（坂本冬美）、「傘ん中」、「北物語」、「アカシア挽歌」、アルバム「おんなの絵本」ほか（五木ひろし）、永井裕子の全作品などがある。
また、1969年に藤圭子デビュー後新宿25時間キャンペーンをスポーツニッポン朝刊で取り上げたことで業界内外に大きな反響を呼び起こし大ブレイクのきっかけとなった。
1993年から1999年までの7年間に渡り日本レコード大賞の審査委員長を務め、その後は制定委員を務め、2005年に日本レコード協会レコード倫理審査会学識経験者委員に任命された。
演歌界・歌謡曲界において広い人脈と人望があり、三田明など業界関係者の一部からは親しみをもって「業界のドン」、「統領」などと呼ばれている。また、阿久悠とは旧知の仲である。
映画やテレビドラマなどにも出演しており、舞台「妻への詫び状 作詞家星野哲郎物語」（大阪松竹座）には水前寺清子の父親役で出演した。
現在、茨城県にゆかりのある県外居住の各界著名人が茨城県をPRする「いばらき大使」に任命されている。
2023年5月13日、神奈川県の自宅で膵がんにより死去。86歳没。同年、第65回日本レコード大賞特別功労賞を受賞。

## 出演番組
- BS歌謡最前線（2001年　- 2002年、NHK BS2） - 司会

## 著書
- 『うた王国・百鬼夜行―歌謡界スクランブルウォッチング』（廣済堂出版、1988年、ISBN 4331502449）
- 『美空ひばり—ヒューマン・ドキュメント』（勁文社、1993年、ISBN 4766917928）
- 『海鳴りの詩―星野哲郎歌書き一代』（ホーム社、1993年、ISBN 4834250024）
- 『女たちの流行歌』（扶桑社、2001年、ISBN 4594031110）
- 『美空ひばり「涙の河」を越えて』（光文社、2001年、ISBN 4334973027）